# Vivaro Romano
Vivaro Romano és un comune (municipi) de la ciutat metropolitana de Roma, a la regió italiana del Laci, situat uns 50 km al nord-est de Roma. L'1 de gener de 2018 tenia 158 habitants.
Vivaro Romano limita amb els municipis de Carsoli, Oricola, Orvinio, Pozzaglia Sabina, Turania i Vallinfreda.
Entre els llocs d'interès hi ha l'església parroquial de San Biagio, el santuari de Santa Maria Illuminata i restes d'un castell.